# J'ai vu tuer Ben Barka
Pour plus de détails, voir Fiche technique et Distribution.
J'ai vu tuer Ben Barka est un film franco-marocain réalisé par Serge Le Péron, sorti en 2005.

## Synopsis
Georges Figon, ancien délinquant devenu journaliste et ami de Marguerite Duras, assiste le 29 octobre 1965 à l'enlèvement en plein Paris de  Mehdi Ben Barka, leader de l'opposition marocaine.
Figon était en contact avec lui car ils devaient collaborer pour tourner un documentaire sur la  décolonisation, écrit par M. Duras et tourné par Georges Franju. Mais le projet est un piège des services secrets marocains. Figon, qui en sait long sur l'affaire, est retrouvé mort en janvier 1966 : que cache son suicide ?  
Le sujet a déjà été traité par L'Attentat d'Yves Boisset, sorti en 1972, mais cette fois en utilisant les noms réels de l'histoire de Ben Barka.

## Fiche technique
- Titre français : J'ai vu tuer Ben Barka
- Réalisation : Serge Le Péron
- Scénario : Serge Le Péron, Frédérique Moreau et Saïd Smihi
- Photographie : Christophe Pollock
- Montage : Janice Jones
- Société de production : Maia Films, en association avec la SOFICA Cofinova 1
- Pays d'origine :  France /  Maroc
- Genre : drame
- Durée : 101 minutes
- Dates de sortie : 
  - France : 2 novembre 2005
  - Belgique : 11 janvier 2006
  - États-Unis : 16 mars 2006

## Distribution
- Charles Berling : Georges Figon
- Simon Abkarian : Mehdi Ben Barka
- Josiane Balasko : Marguerite Duras
- Jean-Pierre Léaud : Georges Franju
- Fabienne Babe : Anne-Marie Coffinet
- Mathieu Amalric : Philippe Bernier
- Azize Kabouche : Chtouki
- François Hadji-Lazaro : Le Ny
- Jean-Marie Winling : Maître Pierre Lemarchand
- Franck Tiozzo : Georges Boucheseiche
- Jo Prestia : Dubail
- Georges Bigot : Inspecteur Louis Souchon
- Rony Kramer : Lopez
- Mouna Fettou : Ghita Ben Barka
- Fayçal Khyari : Mohamed Oufkir
- Hubert Saint-Macary : Médecin légiste
- Claude Duneton : Président du tribunal
- Sylvain Charbonneau : Comédien Théatre de poche
- Brontis Jodorowsky : Expert en graphologie
- Abdellatif Khamolli : Ahmed Dlimi